# NGC 3088
NGC 3088 é uma galáxia lenticular (S0) localizada na direcção da constelação de Leo. Possui uma declinação de +22° 24' 22" e uma ascensão recta de 10 horas, 01 minutos e 08,3 segundos.
A galáxia NGC 3088 foi descoberta em 12 de Março de 1784 por William Herschel.